# Alberto Ruz Lhuillier
Alberto Ruz Lhuillier est un archéologue franco-mexicain né à Paris le 27 janvier 1906 et mort à Montréal le 25 août 1979. Il s'est spécialisé dans l'archéologie précolombienne mésoaméricaine, et est connu pour avoir dirigé les fouilles de l'Institut National d'Anthropologie et d'Histoire (INAH) sur le site maya de Palenque, où il a découvert le tombeau du souverain maya K'inich Janaab' Pakal I.

## Biographie
Alberto Ruz Lhuillier naît à Paris d'un père cubain et d'une mère française. Ses grands-parents paternels, José Francesco Ruz et Marie Miracla Mas, quittent Cuba pour Paris. Sa tante, María Adolfina Clemencia Isaura Ruz, avait épousé en 1883 le compositeur et musicien Gustave Dauvin (1844-1902),,.
Lorsque Ruz déménage à Cuba dans les années 1930 et apprend l’impact de l’ingérence américaine dans les affaires cubaines, il s’implique profondément dans la révolution socialiste pour libérer son pays de l’impérialisme des Etats-Unis; en outre, ses premières expériences de la vie étudiante l'ont exposé aux théories et aux idées de Karl Marx. Plus tard, Ruz utilisera certaines de ces théories pour expliquer le développement et la chute de l'ancienne civilisation maya,,.
Il fait ses études au collège de La Havane, à Cuba, puis au Mexique où il obtient le titre d'archéologue de l’Escuela Nacional de Antropología e Historia.
En 1936, il adopte la citoyenneté mexicaine. De retour en France , il fait des études de troisième cycle à l'Institut d'Ethnologie, au Musée de l'Homme et à l'École des Langues Orientales à Paris.
Après plusieurs années en France, il retourne au Mexique pour travailler à l'Université nationale autonome du Mexique notamment comme directeur du séminaire sur la culture maya.
À la mort de Miguel Ángel Fernández en 1945, il est chargé des recherches de l'INAH sur le site maya de Palenque. Pendant qu'il officie en tant que Directeur des Monuments Pré-Hispaniques dans la section sud de l'INAH, Ruz Lhuillier fouille une grande partie de la ville et gère la restauration et la conservation de certains édifices, comme le palais de Palenque. En 1948, il découvre l'entrée de la tombe du souverain maya K'inich Janaab' Pakal I, cachée sous le Temple des Inscriptions.
Après quatre saisons de fouilles passées à déblayer l'escalier enfoui sous les décombres, il met au jour le sarcophage et le corps de Pakal. Il découvre également la Tablette du Palais, qui servit de dossier à un trône, et la Tablette des Esclaves qui représente un cahal au milieu des captifs enchaînés. Il continue à travailler sur le site jusqu'en 1958.
En 1964, il reçoit le titre de docteur en anthropologie de l'Université autonome du Mexique.
Il était membre de plusieurs institutions académiques dont la Société mexicaine d'anthropologie, la Société des Américanistes, la Société Suisse des Américanistes et la Society of American Archaeology.
Ruz Lhuillier meurt à Montréal, au Canada, le 25 août 1979. Plusieurs de ses livres sur les Mayas, y compris son ouvrage majeur Los Antiguos Mayas, ont été publiés à titre posthume.
Rendant un ultime hommage au travail de cet homme, le gouvernement mexicain a donné son autorisation pour inhumer ses restes en face de la nécropole qu'il découvrit à Palenque.

## Œuvres majeures
- Los Antiguos Mayas, Una Antologia (français : Les Anciens Mayas : Anthologie) - (Janvier 1981)
- El Pueblo Maya (français : Le peuple Maya) - (Janvier 1982)
- Frente al Pasado De Los Mayas (français : Face au passé des Mayas) - (Janvier 1987)
- El Templo De Las Inscripciones, Palenque (français : Le Temple des Inscriptions) - (Janvier 1992)
- Palenque 1947-1958 - (Janvier 2007)